# Rembrandt (film, 1936)
Pour les articles homonymes, voir Rembrandt (homonymie).
Pour plus de détails, voir Fiche technique et Distribution.
Rembrandt est un film britannique réalisé par Alexander Korda, sorti en 1936.

## Synopsis
Le film, comme le titre l'indique, est une biographie du peintre hollandais du XVIIe siècle, qualifié de « plus grand peintre de tous les temps » dans le texte qui défile à l'écran en guise de préambule. Rembrandt, au moment où l'histoire commence, est un peintre adulé, sollicité par les plus riches, mais dont le plus grand plaisir consiste à réaliser des portraits de son épouse Saskia. Celle-ci, cependant, tombe brusquement malade et meurt, laissant le peintre désemparé. Plutôt que d'assister aux funérailles de sa femme, il tâche de peindre d'elle au moins un dernier portrait, tant que son image ne s'est pas encore tout à fait éteinte dans son souvenir ; à partir de cet événement tragique, la vie du peintre, progressivement, va se désagréger.

## Fiche technique
- Titre original : Rembrandt
- Réalisation : Alexander Korda
- Scénario : June Head et Lajos Biró d'après une histoire de Carl Zuckmayer
- Images : Georges Périnal, assisté de Robert Krasker (cadreur)
- Musique : Geoffrey Toye
- Production : Alexander Korda, pour London Film Productions
- Montage : Francis D. Lyon et William Hornbeck
- Décors : Vincent Korda
- Costumes : John Armstrong
- Pays de production : Royaume-Uni
- Langue : anglais
- Format : Noir et blanc - 1,37:1 - mono
- Genre cinématographique : Biographie
- Durée : 100 minutes
- Dates de sortie :
  - Royaume-Uni : 27 novembre 1936
  - États-Unis : 30 décembre 1936
  - Allemagne : Juillet 1945

## Distribution
- Charles Laughton (VF : Georges Vitray) : Rembrandt van Rijn
- Gertrude Lawrence (VF : Yvette Andreyor) : Geertje Dircx
- Elsa Lanchester : Hendrickje Stoffels
- Edward Chapman : Fabrizius
- Walter Hudd (en) : Banning Cocq
- Roger Livesey : Saul le mendiant
- John Bryning : Titus van Rijn
- Sam Livesey : le vendeur
- Herbert Lomas : Gerrit Van Rijn
- Allan Jeayes : Dr Tulp
- George Merritt : le gardien de l'église

## Autour du film
Le film a été tourné aux Denham Film Studios dans le Buckinghamshire près de Londres.

## Analyse
La mise en scène du film est, de façon plutôt inhabituelle même pour l'époque, très statique, préférant des plans d'ensemble, avec des groupes de personnages cadrés en pied et légèrement en contre-plongée, composés pourrait-on dire comme des tableaux, aux mouvements de caméra, très rares, et fait songer aux productions du Film d'Art en France au temps du muet, société qui s'était également fait une spécialité des films à thème historique.[réf. souhaitée]

### Vidéographie
- zone 2 : Rembrandt, StudioCanal « collection Classique », 2006,  (EAN 3-259130-230062) — L'édition comprend comme supplément un documentaire de 13 minutes, À propos de Rembrandt…